# Take Me Back to Eden
Take Me Back to Eden è il terzo album in studio del gruppo musicale britannico Sleep Token, pubblicato il 19 maggio 2023 dalla Spinefarm Records.

## Promozione
L'uscita dell'album è stata anticipata da ben sei singoli, quattro dei quali usciti in un periodo compreso di due settimane. I primi due sono stati Chokehold e The Summoning, pubblicati digitalmente il 5 e il 6 gennaio, mentre il 19 e il 20 gennaio è stata la volta di Granite e Aqua regia. Tra questi, The Summoning si è rivelato di grande successo in rete, totalizzando sette milioni di riproduzioni streaming su Spotify in poco meno di un mese dalla sua uscita.
Parallelamente all'annuncio dell'album, il 16 febbraio il duo ha reso disponibile come quinto singolo Vore, a cui ha fatto seguito DYWTYLM, presentato il 20 aprile.

## Accoglienza
Take Me Back to Eden è stato accolto perlopiù positivamente dalla critica specializzata, con un punteggio di 67 su 100 su Metacritic basato su sei recensioni.
Blabbermouth.net ha assegnato al disco un punteggio di 8/10, definendolo l'album più ambizioso e completo nella carriera degli Sleep Token ed apprezzando la varietà musicale dei dodici brani, oltre alla tecnica vocale di Vessel 1 capace di passare da un cantato pulito a un altro in screaming. Le riviste Kerrang!, Metal Hammer e The Skinny hanno assegnato un punteggio di 4 stelle al disco, The Line of Best Fit ha valutato l'album con 6/10, e Metal Injection lo ha quotato a 6,5/10. mentre il sito MetalSucks un punteggio di 4,5 stelle. NME e Upset hanno invece dato 5 stelle.
La rivista Clash ha assegnato un punteggio tra i 5 e i 6 punti su 10, decretando che l'album, pur avendo dei momenti interessanti, tende a presentare brani più lunghi del necessario, con una certa indulgenza.

## Tracce
Testi e musiche di Leo George Faulkner e Adam Paul Pedder, eccetto dove indicato.
1. Chokehold – 5:04
2. The Summoning – 6:35
3. Granite – 3:45
4. Aqua regia – 3:56
5. Vore – 5:39
6. Ascensionism – 7:08
7. Are You Really Okay? – 5:06
8. The Apparition – 4:28
9. DYWTYLM – 4:00 (Leo George Faulkner)
10. Rain – 4:12
11. Take Me Back to Eden – 8:20
12. Euclid – 5:13

## Formazione
Hanno partecipato alle registrazioni, secondo quanto riportato dall'etichetta:
Gruppo
- Vessel 1 – voce, chitarra, basso, tastiera, sintetizzatore
- Vessel 2 – batteria

Produzione
- Carl Brown – produzione, registrazione
- Vessel 1 – produzione

## Classifiche
| Classifica (2023)          | Posizione massima |
| -------------------------- | ----------------- |
| Australia                  | 3                 |
| Austria                    | 12                |
| Belgio (Fiandre)           | 47                |
| Belgio (Vallonia)          | 84                |
| Canada                     | 69                |
| Finlandia                  | 37                |
| Francia                    | 133               |
| Germania                   | 5                 |
| Nuova Zelanda              | 12                |
| Paesi Bassi                | 36                |
| Regno Unito                | 3                 |
| Regno Unito (rock & metal) | 2                 |
| Stati Uniti                | 16                |
| Stati Uniti (alternative)  | 2                 |
| Stati Uniti (hard rock)    | 2                 |
| Stati Uniti (independent)  | 4                 |
| Stati Uniti (rock)         | 4                 |
| Svizzera                   | 24                |